# Djihadistes de père en fils
Pour plus de détails, voir Fiche technique et Distribution.
Djihadistes de père en fils (Kinder des Kalifats) est un film allemand réalisé par Talal Derki, sorti en 2017.

## Synopsis
Talal Derki retourne en Syrie et gagne la confiance d'une famille de djihadistes dont il partage la vie pendant deux ans.

## Fiche technique
- Titre : Djihadistes de père en fils
- Titre original : Kinder des Kalifats
- Réalisation : Talal Derki
- Scénario : Talal Derki
- Musique : Karim Sebastian Elias
- Photographie : Kahtan Hassoun
- Montage : Anne Fabini
- Production : Hans Robert Eisenhauer, Ansgar Frerich, Eva Kemme et Tobias Siebert
- Société de production : Basis Berlin Filmproduktion, Ventana Film- und Fernsehproduktion et Cinema Group Production
- Société de distribution : Kino Lorber (États-Unis)
- Pays :  Allemagne,  États-Unis,  Syrie,  Liban,  Pays-Bas et  Qatar
- Genre : Documentaire
- Durée : 99 minutes
- Dates de sortie : 
  -  États-Unis : 16 novembre 2018

## Distinctions
Le film a reçu le Grand prix du jury du Festival de Sundance dans la catégorie Documentaire international en 2018 et a été nommé à l'Oscar du meilleur film documentaire en 2019.